# Ana Gabriely Brito Assunção
Ana Gabriely Brito Assunção (Brasília, 15 de agosto de 1990) é uma atleta paralímpica brasileira de Goalball. Ela faz parte da Seleção Brasileira de Goalball Feminina.

## Biografia
Devido ao albinismo, Ana Gabrielly possui baixa visão. Moradora do Rio de Janeiro, teve seu primeiro contato com o Goalball durante as aulas de Educação Física no Instituto Benjamin Constant. A partir de 2014, começou a se dedicar de forma intensiva a essa modalidade esportiva. Em 2016, obteve sua primeira convocação para integrar a Seleção Feminina de Goalball.
Pela seleção feminina de Goalball, ela já ganhou um bronze no Campeonato Mundial de Goalball, em 2018, que garantiu uma vaga Jogos Paralimpícos de Tóquio, e ouro nos Jogos Parapan-Americanos de 2019.
Em 2021, Ana Gabriely foi convocada para os Jogos Paralimpícos de Tóquio, junto com outras quatro atletas das unidades do Sesi-SP, para representar o Brasil.
Ana Gabriely, atleta da Seleção Feminina de Goalball, recebeu a convocação para a primeira etapa de treinamentos de 2023, realizada no CT Paralímpico em São Paulo. Este evento marcou o primeiro encontro dos times masculino e feminino desde o Campeonato Mundial de dezembro do ano anterior, no qual a equipe masculina conquistou o tricampeonato, enquanto as mulheres alcançaram o nono lugar.Além disso, ela também fez parte da equipe que competiu na Copa Malmö no mesmo ano, onde a Seleção Brasileira novamente assegurou a medalha de bronze.
A atleta também participou dos Jogos Mundiais da IBSA 2023, onde a seleção venceu o Canadá por 2 a 0 e conquistou o bronze.

## Títulos
Campeonato das Américas de São Paulo
- Prata: 2017 (São Paulo)[2]

Campeonato Mundial de Goalball
- Bronze: 2018 (Malmö)[1]
- Bronze: 2023 (Malmö)[10]

Jogos Parapan-Americanos
- Ouro: 2019 (Lima)[1]

Campeonato das Américas de São Paulo
- Ouro: 2022 (São Paulo)[1][2]

Jogos Mundiais da IBSA
- Bronze: 2023 (Birmingham)[2]